# Martin Dreyer
Pour les articles homonymes, voir Dreyer.
Ne doit pas être confondu avec Ruan Dreyer.

a Compétitions nationales et continentales officielles uniquement.

Dernière mise à jour le 22 juillet 2020.
Martin Dreyer, né le 25 août 1988 à Rustenburg, est un joueur sud-africain de rugby à XV qui évolue au poste de pilier.

## Biographie
Martin Dreyer représente en 2006 les Blue Bulls au tournoi de rugby Academy Week, ouvert aux moins de 18 ans. Il intègre par la suite l'équipe des Leopards, disputant ainsi le championnat des provinces, en catégorie des moins de 19 ans en 2007, puis des moins de 21 ans en 2008 et 2009.
Dreyer dispute son premier match en senior lors de l'édition 2011 de la Vodacom Cup, sous le maillot des Leopards,.
En 2013, il est sélectionné avec le XV sud-africain du président, sélection internationale représentant l'Afrique du Sud lors de cette édition de la Tbilissi Cup. Les Sud-africains remportent cette compétition en gagnant l'ensemble des matchs qu'ils disputent.
Après avoir participé en 2014 au Super Rugby avec les Stormers, il évolue avec les Boland Cavaliers, disputant la Currie Cup en 2014, ainsi que les éditions 2014 et 2015 de la Vodacum Cup.
Dreyer rejoint ensuite l'Europe à l'intersaison 2016, signant avec l'US Dax.
De retour en Afrique du Sud à l'issue de la saison, il intègre l'équipe des Bulls. Il est par la suite sélectionné dans l'effectif de la franchise des Bulls pour disputer la saison 2016 du Super Rugby ; son contrat est ensuite prolongé d'une saison supplémentaire. Dans le cadre d'un accord entre les Blue Bulls et les Southern Kings, Dreyer et trois autres joueurs sont prêtés à cette dernière franchise, dans l'optique de leur saison inaugurale en Pro14. Toujours présent dans l'effectif pour la saison 2018-2019, il est éloigné des terrains par une blessure au genou.
Il rejoint ensuite le championnat russe, intégrant le Slava Moscou pour la saison 2020-2021.

## Palmarès
- Tbilissi Cup :
  - Vainqueur : 2013.